# Miroscyllium sheikoi
El tollo chirriador de dientes (Miroscyllium sheikoi) es un escualiforme y la única especie del género Miroscyllium. Habita en la cordillera submarina de Kyushu-Palau en el océano Pacífico noroccidental a profundidades de 360 m. Se desconoce su longitud máxima.